# Felipeh Campos
Luiz Felipe da Silveira de Campos Mundin (São Paulo, 17 de fevereiro de 1974), mais conhecido como Felipeh Campos, é um jornalista brasileiro.

## Carreira
Em 1999, enquanto cursava artes cênicas, passou nos testes para trabalhar no Qual é a Música? como dublador musical, sendo sucessor de Pablo até 2005. Logo após ingressou na faculdade de jornalismo. Em 2011 lançou o site Cereja Fina, focada no público feminino, com notícias voltadas a celebridades, culinária, bem estar e carreira profissional. Entre 2011 e 2012 foi conselheiro no programa Quem Convence Ganha Mais.  Logo após apresentou um quadro de celebridades no programa Mulheres e participou da cobertura da Copa de 2014 no portal Terra. Em 14 de setembro de 2014, estreou como participante de A Fazenda 7.
De 2015 a 2022 foi colunista do A Tarde É Sua, da Rede TV!.
Atualmente, é jurado do Show de Calouros, no Programa Silvio Santos, e colunista do Alô Você, âmbos do SBT.

## Vida pessoal
Em 10 de abril de 2008 casou-se com o produtor de moda Rafael Scapucim. Em 2013, sofreu dois AVC’s. No começo de 2016, foi diagnosticado com meningite após queda de imunidade ao contrair o zika vírus, em outubro de 2015, durante uma viagem ao Recife.

## Filmografia

### Televisão
| Ano       | Título                                    | Função               |
| --------- | ----------------------------------------- | -------------------- |
| 1999–05   | Qual é a Música?                          | Dublador das canções |
| 2007–11   | Superpop                                  | Colunista            |
| 2011–12   | Quem Convence Ganha Mais                  | Mentor               |
| 2014      | Mulheres                                  | Colunista            |
| 2014      | A Fazenda 7                               | Participante         |
| 2015–2022 | A Tarde é Sua                             | Colunista            |
| 2022–2023 | Jovem Pan Morning Show                    | Comentarista         |
| 2024–2025 | Programa Silvio Santos (Show de Calouros) | Jurado               |
| 2024–2025 | Primeiro Impacto                          | Colunista            |
| 2025      | Alô Você                                  | Colunista            |

### Internet
| Ano           | Título                 | Cargo        | Plataforma |
| ------------- | ---------------------- | ------------ | ---------- |
| 2019-presente | FELIPEH CAMPOS OFICIAL | Apresentador | YouTube    |